# Byzantium (piesă de teatru)

Byzantium este o dramă istorică de Ferenc Herczeg care prezintă ultimele ore de existență a Imperiului Bizantin înainte de căderea Constantinopolului. Prima reprezentație a piesei a avut loc la Budapesta în anul 1904. Pe baza acestei piese, compozitorul György Selmeczi a scris opera Byzantium prezentată în premieră în anul 2014 la Opera Maghiară din Cluj-Napoca.

## Piesa de teatruByzantium
Ferenc Herczeg (1863-1954) a fost unul dintre cei importanți dramaturgi maghiari și scriitor de nuvele de la începutul secolului al XX-lea, exponentul literaturii conservator-naționaliste în Ungaria. Herczeg s-a născut într-o familie înstărită de origine germană. Sándor Hevesi, critic, regizor și director al Teatrului Național din Budapesta de teatru la începutul secolului al XX-lea, a afirmat că Byzantium este cea mai reușită dramă maghiară a tuturor timpurilor.
Drama istorică Byzantium (în maghiară Bizánc) a avut premiera la Budapesta în 1904, iar în 19 mai 1905 a fost reprezentată și la Teatrul Maghiar din Cluj. Piesa a fost un succes care a determinat conducerile teatrelor să o reprogrameze aproape în fiecare stagiune, din 1905 în 1944 fiind jucată de 78 ori la Budapesta și de 42 de ori la Cluj. În perioada regimului comunist, lucrările lui Ferenc Herczeg au fost interzise și piesa nu a mai fost jucată.
Acțiunea piesei are loc în ziua de 29 mai 1453, în ultima zi a Imperiului Bizantin, când Constantinopol a fost cucerit de turci. Ea prezintă eforturile lipsite de speranță ale împăratului Constantin al XI-lea Paleologul și ale mercenarilor săi genovezi de a apăra cetatea împotriva asediatorilor otomani. Cu toate acestea, din cauza forțelor superioare ale asediatorilor și, mai mult decât aceasta, din cauza conflictelor interne ale conducătorilor bizantini și a unei succesiuni de trădări, Bizanțul este în cele din urmă cucerit de turci. Autorul arată că în Bizanțul decadent, elementul hotărâtor îl constituie pierderea valorilor morale unde contează doar interesul personal.
Cu toate că unii critici au considerat că piesa constituie un mesaj simbolic al condițiilor care au dus la căderile diferitor state în prima jumătate a secolului al XX-lea, este dificil de acceptat o asemenea interpretare alegorică pentru o lucrare publicată în 1904, cu atât mai mult cu cât piesa nu cuprinde referiri, fraze sau situații care să susțină o asemenea interpretare. Piesa conține totuși unele aforisme cum este cel care afirmă că „Fiecare națiune moare în momentul în care începe să-și sape propriul mormânt”.
György Selmeczi, care a adaptat piesa în opera cu același titlu, afirmă: „În Byzantium, în centrul cadrului istoric stă o problematică ce nici astăzi nu și-a pierdut autenticitatea. Această tematică este legată de ideea relativizării și degradării valorilor care caracterizează întreaga eră contemporană. Parte a acestui fenomen este criza morală, al cărei exemplu edificator este socitatea pervertită a Bizanțului, unde trădarea, decăderea etică sunt caracteristice – o societate pe cale de a se dezbina, de a se descompune. Bazele societății umane se dezintegrează și astfel se creează o situație de criză în care toată lumea pierde. Este o temă care poate fi și merită a fi actualizată, fiindcă în ciuda secolelor care au trecut de atunci, putem vorbi și astăzi despre degradarea valorilor, despre schimbarea sensului moralității. În acest fel, tematica centrală devine valabilă și în prezent.”

## Opera Byzantium
Opera în două acte a lui György Selmeczi pe un libret de Kapecz Zsuzsa și Selmeczi György 
György Selmeczi s-a născut în Cluj –Napoca, în 8 martie 1952. e. György Selmeczi este atât compozitor cât și dirijor, pianist, regizor, lector universitar, redactor de Radio și de Televiziune sau editor muzical.
Opera conține și inovații în domeniul muzical. Astfel, sunetul clopotelor din Bizanț, care se aud la începutul actului II constituie un element de compoziție de muzică electronică. Sunetul clopotelor a fost înregistrat la diferite mari catedrale din Ungaria. Compoziția finală a fost realizată utilizând și mixând aceste sunete. În timpul reprezentației, muzica a fost întâi transmisă din înregistrarea respectivă, continuând cu sunetele clopotelor reale ale orchestrei, pentru ca, în final să intervină și muzica instrumentelor cu coarde.
Premiera absolută a operei a avut loc la 14 iunie 2014, la Teatrul de Vară din Miskolc în interpretarea artiștilor de la Opera Maghiară din Cluj-Napoca. Premiera din România a avut loc duminică, 21 septembrie 2014 la Cluj-Napoca.
Despre muzica operei, dirijorul Jankó Zsolt a spus că aceasta ajută foarte mult dramatismul textului. „Găsim momente de muzică turcească, de muzică renascentistă și chiar trimiteri la muzică barocă. Toate acestea sunt foarte bine compresate. Soliștii sunt extraordinari, au părți foarte grele. Deși este o dramă, după ce se încheie, nu ieșim din operă cu durere, ci ne ajută să privim puțin spre cer. Este o lucrare superbă”.
<ref>CRISTINA BELIGĂR - Premiera absolută „Byzantium” deschide stagiunea Operei Maghiare din Cluj - Transilvania Reporter SEPTEMBRIE 17, 2014, 